# بوب كايزر
بوب كايزر (بالإنجليزية: Bob Kaiser)‏ هو لاعب كرة قاعدة أمريكي، ولد في 29 أبريل 1950 في سينسيناتي في الولايات المتحدة.

## وصلات خارجية
- بوب كايزر على موقعبيزبول رفرنس.كوم (الدوري الرئيسي) (الإنجليزية)